# Lessor (Wisconsin)
Lessor – miasto w Stanach Zjednoczonych, w stanie Wisconsin, w hrabstwie Shawano.